# Municipio de Northern (Illinois)
El municipio de Northern (en inglés: Northern Township) es un municipio ubicado en el condado de Franklin en el estado estadounidense de Illinois. En el año 2010 tenía una población de 476 habitantes y una densidad poblacional de 5,02 personas por km².

## Geografía
El municipio de Northern se encuentra ubicado en las coordenadas 38°4′32″N 88°45′53″O / 38.07556, -88.76472. Según la Oficina del Censo de los Estados Unidos, el municipio tiene una superficie total de 94.79 km², de la cual 94,5 km² corresponden a tierra firme y (0,31 %) 0,3 km² es agua.

## Demografía
Según el censo de 2010, había 476 personas residiendo en el municipio de Northern. La densidad de población era de 5,02 hab./km². De los 476 habitantes, el municipio de Northern estaba compuesto por el 98,95 % blancos, el 0,42 % eran afroamericanos, el 0,21 % eran amerindios y el 0,42 % eran de una mezcla de razas. Del total de la población el 0 % eran hispanos o latinos de cualquier raza.